# Auguste-Philippe de Schleswig-Holstein-Sonderbourg-Beck
Auguste-Philippe de Schleswig-Holstein-Sonderbourg-Beck (en allemand August von Schleswig-Holstein-Sonderburg-Beck), né le 11 novembre 1612 à Sonderborg et mort le 6 mai 1675 à Beck, est duc de Schleswig-Holstein-Sonderbourg-Beck de 1627 jusqu'à sa mort.

## Biographie
Auguste-Philippe naît le 11 novembre 1612 dans la ville de Sønderborg sur l'île d'Als, dans le duché de Schleswig. Il est le cinquième fils du duc Alexandre de Schleswig-Holstein-Sonderbourg et de Dorothée de Schwarzbourg-Sondershausen.

### Mariages et descendance
En 1649, Auguste-Philippe de Schleswig-Holstein-Sonderbourg-Beck épouse Claire de Delmenhorst, fille du comte Antoine II d'Oldenbourg-Delmenhorst. Ils ont une fille :
- Sophie-Louise de Holstein-Beck (15 avril 1650 - 4 décembre 1714) qui épouse Frédéric de Lippe-Brake (un fils Louis Ferdinand de Lippe-Brake).

Veuf, Auguste-Philippe épouse Sidonie (1611-1650), la sœur de Claire de Delmenhorst. Mais celle-ci meurt également peu de temps après le mariage, sans enfants.
De nouveau veuf, Auguste-Philippe épouse le 12 avril 1651 Marie-Sybille de Nassau-Sarrebruck (†1699), fille du comte Guillaume de Nassau-Sarrebrück. Dix enfants naissent de cette union :
- Auguste de Schleswig-Holstein-Sonderbourg-Beck (1652-tué en 1689), duc de Schleswig-Holstein-Sonderbourg-Beck, en 1676, il épousa Hedwige de Lippe-Alverdissen (1650-1731), (fille du comte Philippe de Lippe-Alverdissen), deux enfants sont nés dont Frédéric-Guillaume Ier de Schleswig-Holstein-Sonderbourg-Beck)
- Frédéric-Louis de Schleswig-Holstein-Sonderbourg-Beck, duc de Schleswig-Holstein-Sonderbourg-Beck, en 1685, il épouse sa cousine Louise-Charlotte de Schleswig-Holstein-Sonderbourg-Augustenbourg
- Dorothée de Schleswig-Holstein-Sonderbourg-Beck (1656-1739), en 1686, elle épousa le comte Philippe de Lippe-Alverdissen (†1723)
- Sophie de Schleswig-Holstein-Sonderbourg-Beck (1658-1744)
- Wilhelmine de Schleswig-Holstein-Sonderbourg-Beck (1656-1656)
- Louise de Schleswig-Holstein-Sonderbourg-Beck (1662-1729)
- Maximilien de Schleswig-Holstein-Sonderbourg-Beck (1664-1692)
- Antoine de Schleswig-Holstein-Sonderbourg-Beck (1666-1744)
- Ernest de Schleswig-Holstein-Sonderbourg-Beck (1668-1695), en 1693, il épousa Christine von Prösing (†1696)
- Charles de Schleswig-Holstein-Sonderbourg-Beck (1672-).

Auguste-Philippe de Schleswig-Holstein-Sonderbourg-Beck fonda la quatrième branche de la Maison de Schleswig-Holstein-Sonderbourg. Son fils Frédéric-Louis de Schleswig-Holstein-Sonderbourg-Beck lui succéda.

## Généalogie
Auguste-Philippe de Schleswig-Holstein-Sonderbourg-Beck appartient à la quatrième branche issue de la première branche de la Maison de Schleswig-Holstein-Sonderbourg, elle-même issue de la première branche de la Maison d'Oldenbourg. Ainsi, il est l'ascendant de Margrethe II, d'Harald V et de Constantin II de Grèce.